# カタコンブ・ド・パリ

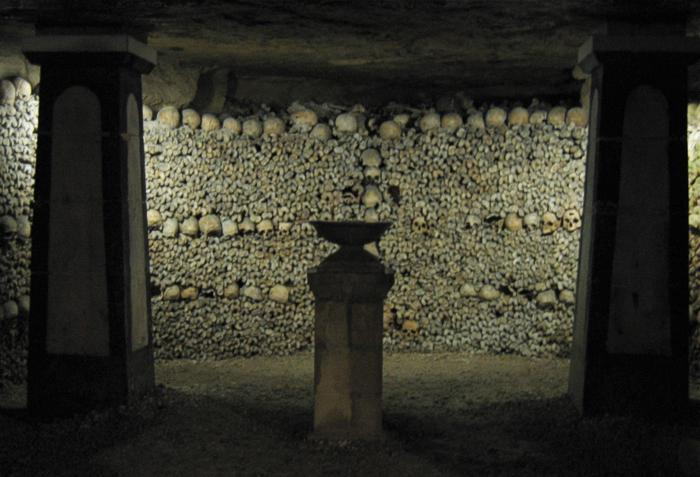
カタコンブのランプ台

カタコンブ・ド・パリ （Catacombes de Paris）は、フランス、パリの地下納骨堂（カタコンベ）。 旧市街の城門たるアンフェール門（「地獄門」）の南側、あるいはパリ14区ダンフェール＝ロシュロー広場ないしダンフェール＝ロシュロー駅の南側至近に位置する。地下納骨堂にはおよそ600万人の遺骨が納められており、パリの地下採石場の名残であるトンネルと改造された洞窟が遺骨で埋められている。18世紀後半に一般公開され、19世紀初頭から地下墓地は小規模な観光名所となった。1874年以降は定期的に公開されている。内部を荒らされる事件が続いたため、2009年9月に一般公開が中止され、同年の12月に再開された。
カタコンブ・ド・パリは、パリ市内にあった大規模墓地を閉鎖した際に発掘された遺骨の単なる移転場所であり、当初から実際に死者の埋葬に使われたことはない。それにも関わらずカタコンブと呼ばれているのは、古代ローマの地下墓地から類推しての名称である。カタコンブの正式名称はロシュエール・ミュニシパル（l'Ossuaire Municipal）、すなわち市営納骨堂である。
全長はおよそ1.7km、地下20mの場所にあり、2008年のカタコンブ・ド・パリ訪問者数は約24万人であった。パリの博物館の1つであり、2002年5月よりカルナヴァレ博物館が管理を行っている · 。パリ・メトロ及びRER B線の最寄り駅はダンフェール＝ロシュロー駅。

## 歴史

### 背景

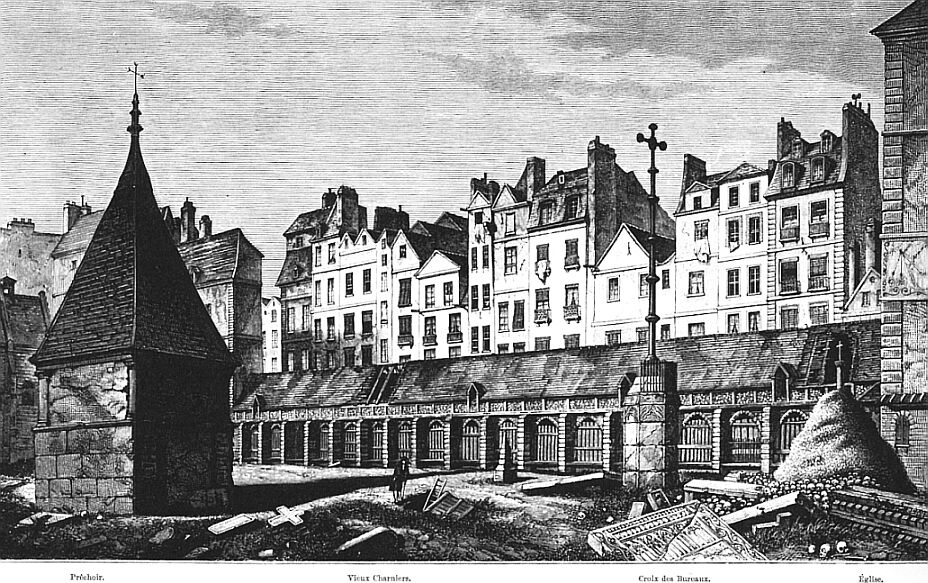
サン・イノサン墓地

ローマ時代以降、パリでは郊外に死者を埋葬してきたが、キリスト教が伝来するとその習慣はあらためられ、教会の地下や周囲にある聖別された土地に埋葬を行うようになった。10世紀からパリの教区墓地の多くが都市部につくられたが、人口が密集して墓地の拡張が困難となり過密化した。12世紀の初め、この状況を改善しようとして、教会に埋葬料を払えない人々のための中央集団埋葬墓地が開設された。これがサン・イノサン墓地(en)である。
サン・イノサン墓地が歴史上に記されるのは5世紀、メロヴィング朝の信仰の地であったノートルダム・デ・ボワ教会の周囲である。これは885年から886年のヴァイキング襲来で破壊されたとみられ、11世紀にはサン・オポルテューヌ教会が代わってこの地にあった。したがって、この教会は右岸の教区から死者を引き取って埋葬していた。墓地には教会堂があったが、1130年にルイ6世が大規模な教会に改築し、ヘロデ大王の命令でユダヤ人の幼児が殺害された幼児虐殺にちなんでサン・イノサン教会と名付けた。墓地名もこれにちなんでいる。1137年にはルイ6世の命令で、パリの市場がこの近くに集約されて中央市場（レ・アル・ド・パリ、現在のパリ1区東側界隈）となり、ここは重要な地域となった。
この墓地はサン＝ドニ通り、フェロンヌリー通り、ランジュリー通り、ベルジェ通りに囲まれ、約1300年間にわたってパリ市内の22教区から数十世代にわたるパリ市民の遺体、旅人や貧民のための医療施設であるオテル・デューや(en)死体安置所からの遺体を受け入れていた。田舎の小さな墓地は、次第にパリ最大の墓地となり、建物に囲まれたパリでも最も賑やかな地区に数えられた。戦争、疫病、飢餓によって、この小さな空間に数千の死体が埋められた。よって死体が有機的に分解されるのが困難となった。集団墓地は10フィート以上の深さに達し、18世紀の終わりには、集団墓地は通りよりも2m以上高くなっていた。これが安全上の問題を引き起こしたことが長期にわたって報告されている。
埋葬者で満杯になった墓地の一区画を発掘したところ、それはもうひとつ別の区画を覆っていることがわかった。化学的な腐敗を早める目的でしばしば土に石灰をまき、直接遺体が埋められた。そのため有機物が腐敗する過程で生ずる残留物が、当時の主要な水の供給源であった井戸に流入する状況をつくっていた。

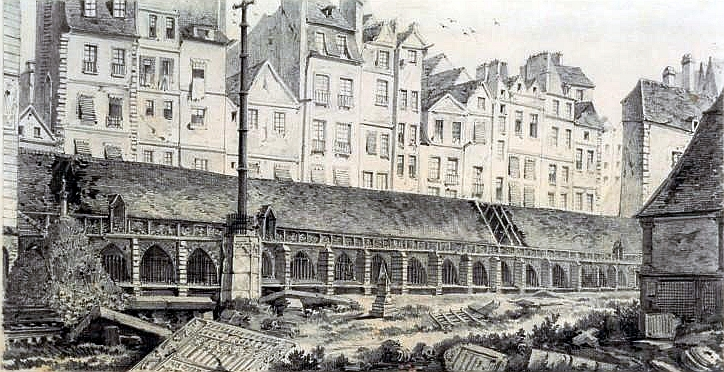
ベルジェ通りから見た墓地
（1786年）

17世紀、サン・イノサン教会周辺の衛生状態は耐え難いものとなっていた。聖職者たちが教会と教区の最大の収入源として、墓地が満杯でも最も人気のあるパリに埋葬を続けたためである。そのときまで、墓地は4つの区画全てが、周囲に広大な大量埋葬地を備えていた。骨に付いていたすべての肉を分解するために十分な時間が必要だったからである。一度1区画を空にしたのちに再び使用したため、既に飽和状態になっていた。
常に数千体の遺体を有機分解させることは、疫病の広がりを促進させることになった。1554年以降、パリ大学医学部の医師たちは、墓地の存在でもたらされる疫病の危険性を訴えたが無駄であった。1737年、王立科学アカデミーの医師たちは分析を行い、単に長年にわたって蓄積されたものではない住民の苦情を確認している。最後の墓堀人であったフランソワ・プルランは、30年間で9万体の遺体をサン・イノサン墓地に埋葬したと主張している。
18世紀の随筆家はこの地区のことを、「ワインは一週間たたないうちに酸っぱくなり、食べ物は数日で駄目になる。井戸水は腐敗した物質で汚染されており、使用するにはますます不向きである。」と記している。ヴォルテールは「死者を埋葬する論理的でない方法が人々を健康にするのか」と宗教当局を非難した。
1765年、パリ高等法院はパリ市内での埋葬を禁止した。ローマの伝統が復活し、8箇所の墓地が郊外に造られた。墓地の使用を制限する一連の効果のない法令は、わずかしか状況を改善できなかった。1780年初め、興味深い現象がサン・イノサン墓地の周囲のワイン貯蔵庫で起きた。死体が腐る過程で生じる気体が墓地の壁を通り抜けてワイン貯蔵庫に入り込み、獣脂製ロウソクの灯を消してしまうというのである。汚れを取り去るため、墓地に隣接する地区のワイン貯蔵庫で地下室の壁に石灰をまくことが決められた。しかし同年の5月30日、重大な事件が起きた。墓地に隣接するランジュリー通りのワイン貯蔵庫の地下室の壁が、コミューンの墓穴に納められた何千もの死体の圧力で倒壊したのである。さらに、経済的な理由からも墓地閉鎖の気運が高まった。墓地と接しているレ・アル地区には市場がなかったため、これが首都の経済的中心地の再開発と、日夜非常に混雑する地区の流れを改善する機会となった。
1785年11月9日、国務院は、遺骨の除去をともなうサン・イノサン墓地閉鎖、そして地域の再開発を決定した。
19世紀初頭、都市の中心地区外に新たな墓地が建設された。北のモンマルトル墓地、東のペール・ラシェーズ墓地、西のパッシー墓地である。のち、南部にモンパルナス墓地が加わった。

### パリの旧採石場
採石場が運営されていた時代、パリは他の場所から建築材料を購入することなしに、何世紀にもわたって石造りの建物を建てるために地下から石が切り出されてきた。しかし、古い採石場によって生じた地下の空洞もあった。これらの空洞はほとんどが埋められているか、落盤していた（老朽化により柱や壁が崩れて空洞は埋没した）。現在残っているビュット・ショーモン公園の洞窟は、実際は古い採石場の一部である。1777年以降、政府は首都とその周辺で長期間放置された採石場を捜索し統合してきた。警部補アレクサンドル・ルノワールは工事を監督しており、彼は地下トンネルの空間を利用するアイデアを持った最初の人物だった。事業は採石場総監であるシャルル＝アクセル・ギヨモが監督し、骨は面積の広い井戸に積まれた。この井戸はイソワール墓地の家（La maison de la Tombe Issoire）という名の、首都の南部、モンルージュ平原に位置しダンフェール門を越えた、かつての採石場跡に掘られており、そこが最適な場所と考えられた。自治体および宗教当局は1785年に最初の調整を行うことを決定した。ルノワールの後任であるルイ・ティルー・クローヌはパリ南部の市門であるダンフェール門（現在のダンフェール＝ロシュロー広場）の旧採石場へ、パリの地下に埋葬された遺骨を発掘し改葬する事業を1786年に始め、1788年に完了した。

### 誕生と装飾
集団墓地と地上から取り出された骨は洗浄してフォークで荷車に乗せられた。1788年4月7日の奉献式前夜まで、聖歌隊の行列の後ろに、黒い布で覆われた骨を運ぶ馬車連がカタコンブへ向かった。これは約15ヶ月間続いた。行政は、埋葬の措置をみな同じにした。サン・イノサン墓地、特に教会に隣接する他のパリ内の墓地を例とすれば、墓地は1788年1月までに順番に空になっていった。労働者たちは地下の洞窟全体に分散しており、井戸に骨が投じられると、彼らは大量に放棄された骨を集めた。そして骨のために用意された地下の部屋に手押し車や木製のカートに乗せて運んだ。各部屋には骨の元の埋葬場所と、搬入された日付を記したプラークがはめ込まれており、同じ土地には十字架、骨董品その他の共同墓地の記念物がパリの教会の共同墓地に運ばれて埋められた。

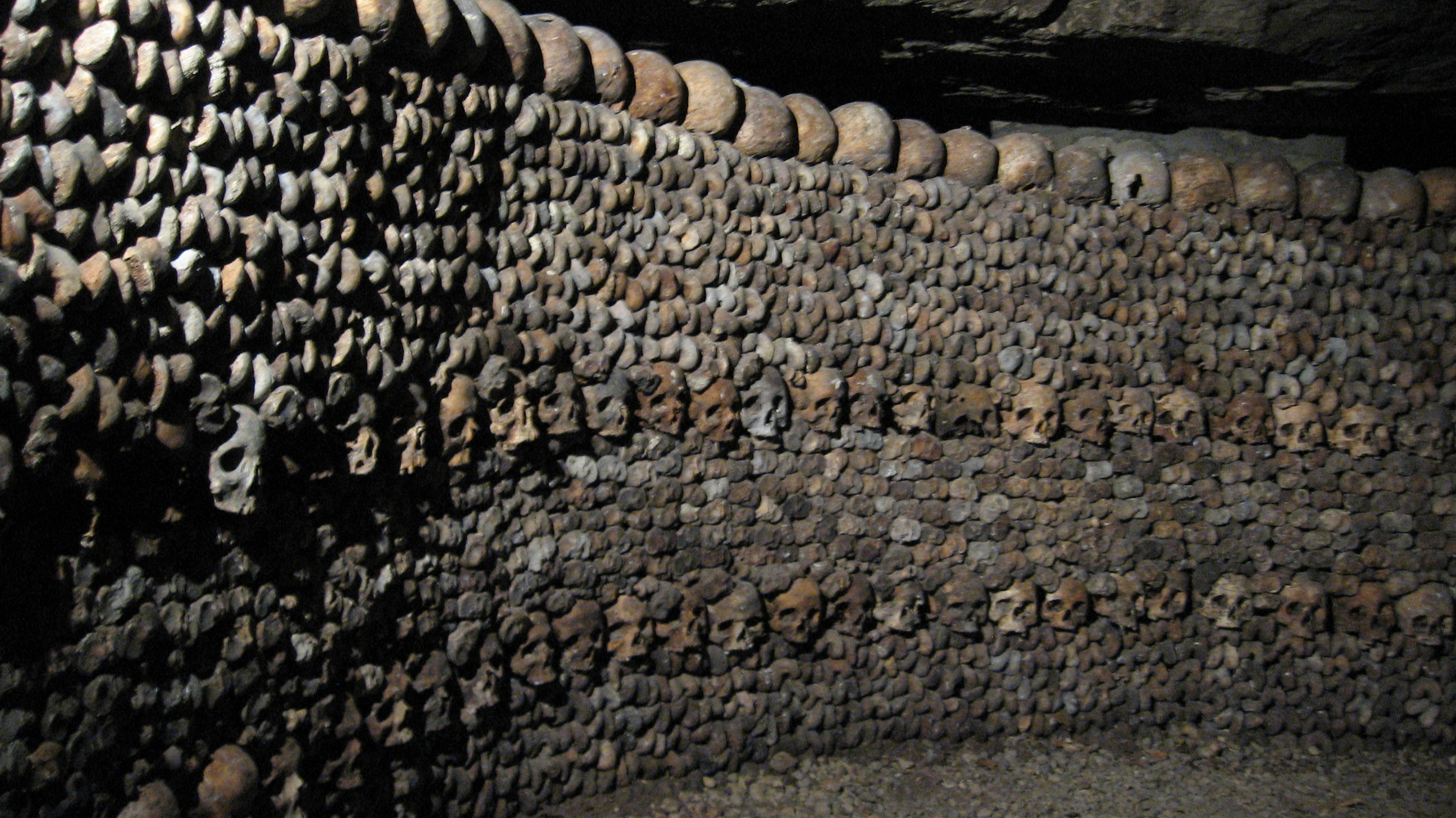
骨が積まれた壁

最初の数年間、カタコンブは主に骨の集積所となっていたが、1810年からギヨモの後任となったルイ＝エティエンヌ・エリカール・ド・テュリーは地下洞窟をほかの全ての霊廟と同等に、現実的で訪問可能な墓地に変えてしまった。頭蓋骨と大腿骨を配置するよう指示して今日のカタコンブで見られる構成とし、彼は墓石や墓地の装飾を利用して、骨で埋め尽くされた壁を補完することを見出した（これらの多くは1789年のフランス革命後に失われた）。実際の移送作業は1814年まで続いた。フランス第一帝政時代、サン・イノサン墓地のあった場所には野菜や果物の市場が立つこととなり、基礎工事中に出土した骨は同じ過程を経てカタコンブへ送られた。1842年にようやく再開された移送作業は1860年まで行われ、年800台になろうという馬車がヴォージラールの仮納骨堂へ、そしてカタコンブへ骨を運んだ。このようにして、17箇所の墓地、145の修道院や宗教施設、墓地に囲まれた礼拝所160箇所、これらが地下にある採石場へ骨を提供した。最終的には、オスマンのパリ大改造の際にあらたな骨が見つかり、順次カタコンブへ送られた。

## 内部

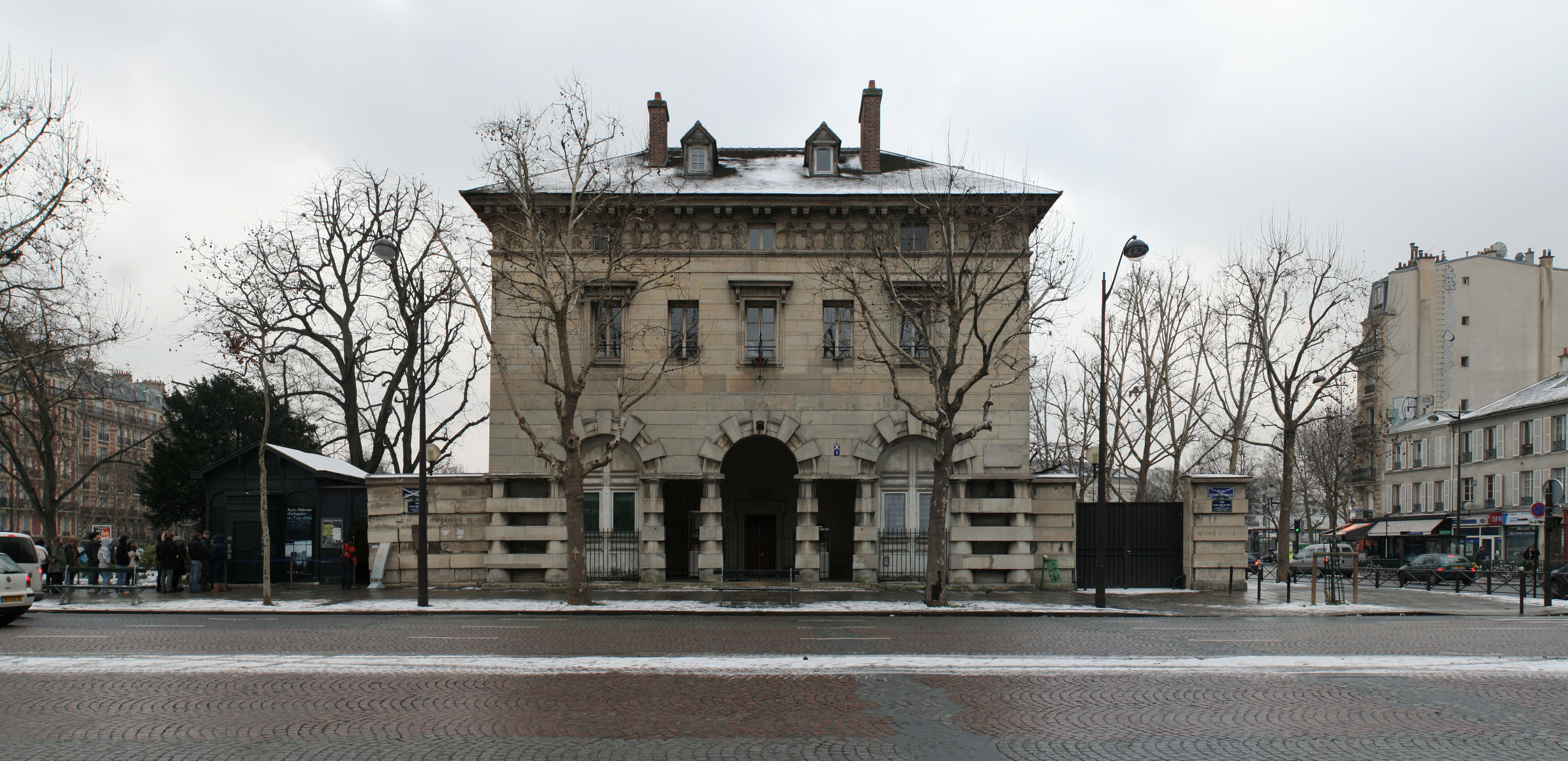
旧門西側パヴィリオン
左の黒い建物がカタコンブの入り口

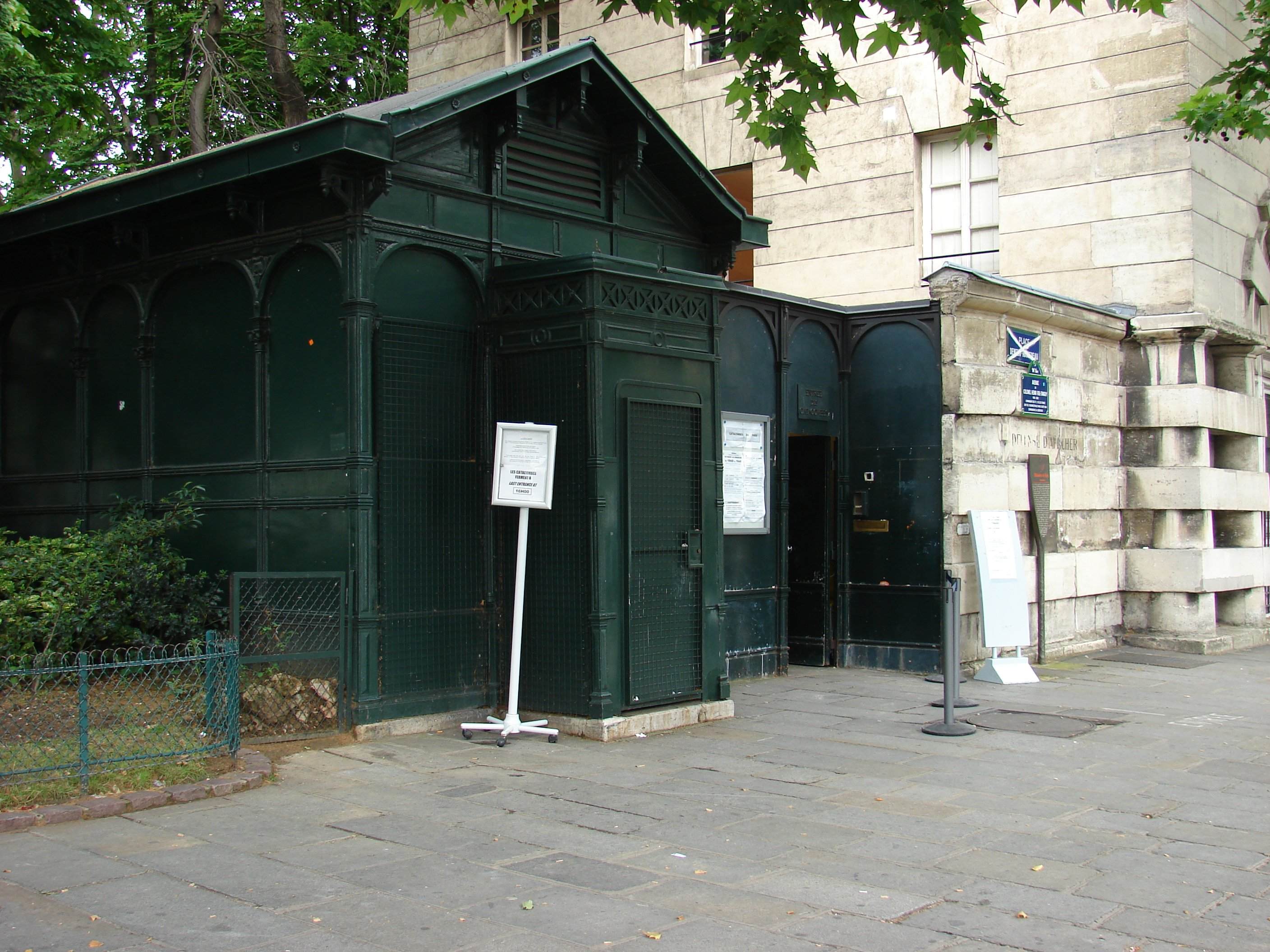
カタコンブの入り口

カタコンブの入り口はパリのダンフェール＝ロシュロー広場旧ダンフェール門の西側パヴィリオンにある。暗闇の中、石造りの狭い螺旋階段を下りると、静寂はゴボゴボと音を立てる水道の音で破られるだけである。モルタルで固められた石の曲がりくねった廊下を行くと、訪問者は自分が彫刻の前にいることを知る。ここは納骨所となる以前の採石場であった頃から存在している。すぐに訪問者は納骨堂に通じる石造りの入り口にいることに気づく。そこにある碑には『止まれ！ここが死の帝国である』（Arrête! C'est ici l'empire de la Mort）と刻まれている。
ホールや洞窟の壁は骨が注意深く配置されている。装飾の一部はほとんど自然の芸術品である。壁一面にハート型のアウトラインに沿って頭蓋骨が埋め込まれていたり、中央の柱が骨を用いて樽状に慎重に配置された円形の部屋がある。通路沿いには、カタコンブの改装前につくられた他のモニュメントを見ることができる。後にエングレーヴィングが加えられた『洗礼を受けたサマリア女』（La Samaritaine）の泉がそれにあたる。カタコンブの他の立ち入り禁止区域につながる通路を遮断するための、錆びたゲートもある。これらの立ち入り禁止区域は改修されていないか観光ツアーにはあまりに不向きであるかのどちらかである。
ダロー通りの建物に通じる洞窟のちょうど前の出口階段の上で、パリ地下洞窟に残る採石場の一例を見ることができる。天井は11mの高さの2つのドームになっており、経年劣化が進んでいるが石で補強されている。最高地点に達したことを示す日付は、崩壊した天井の作業の時期、そしてそれ以降に劣化したかどうかを示すものである。18世紀後半のパリでは、今まで知られていなかった地下の洞窟が原因で家屋や道路が落盤のために崩落し、全国的なパニックとなった。

## 珍奇な訪問場所

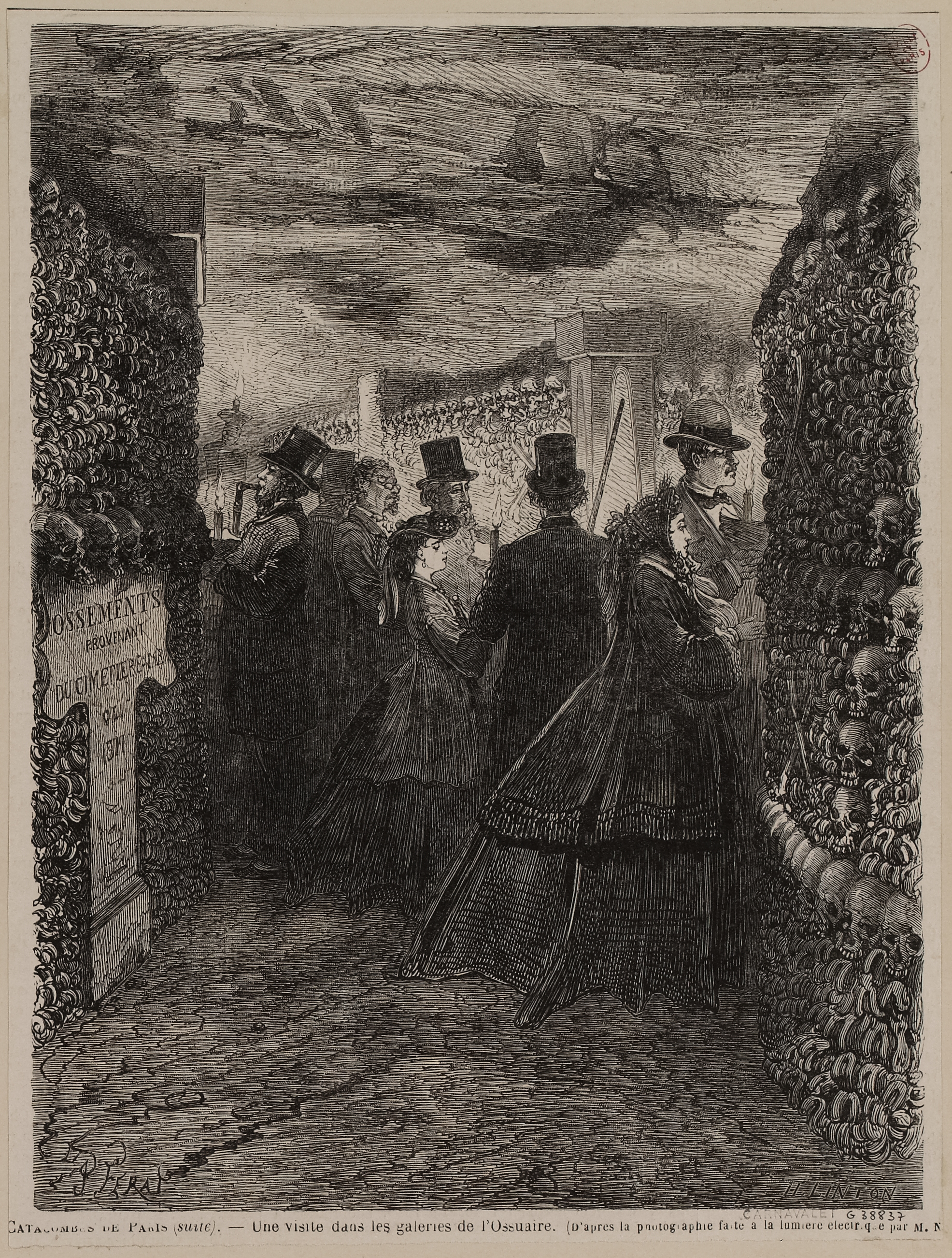
紳士淑女の訪問
（1860年代、J.フェラ画）

完成したカタコンブは人々の関心を惹いた。1787年、アルトワ伯（のちのシャルル10世）と貴婦人の一団が最初の訪問者だった。翌年にはポリニャック伯爵夫人とギシュ夫人が訪問している。しかし最初の公共の訪問ツアーが行われるのは1806年である。これは一握りの特権階級のために不定期に開催された。
1814年5月16日、オーストリア皇帝フランツ2世がパリ滞在時にカタコンブを訪問した。1860年にはナポレオン3世とナポレオン・ウジェーヌ皇子が訪れ、空中写真のパイオニアである写真家ナダールも、パリ地下シリーズの最初の作品を撮るためにカタコンブを訪れている。 1867年には各国訪問中のスウェーデン王オスカル2世と、ドイツのビスマルクが訪れた。
1972年まで、カタコンブの訪問は、おなじみのルートにおいてはロウソクを点して行われていた。骨の保存に関する理由で電気がひかれたのは1983年と遅かった。

## カタコンブにちなむ出来事
1788年8月28日から29日にかけて、グレーヴ広場、オテル・ド・ブリエンヌ、メスレ通りで発生した暴動の死者の亡骸は、カタコンブに収容された。
カタコンブには600万人のパリ市民の骨が埋葬されているが、そこにはフランス史上の著名人も含まれる。しかし彼らの遺骨は名もない数百万のパリ市民の遺骨と一緒くたにされており、現在まで特定できていない。
採石場総監であったシャルル＝アクセル・ギヨモは、1807年にサント・カトリーヌ墓地に埋葬されたが、その後、遺骨はカタコンブに移された。フランス史上の著名人の一部は、カタコンブの納骨堂を最後の休息の地としている。ルイ14世の財務卿であったニコラ・フーケは、死後フィーユ・ド・ラ・ヴィジタション・サント・マリー修道院に埋葬されたが、1793年にカタコンブへ移された。大臣コルベールの遺骨は革命に逆らい、サン・ユスタシュ教会の金庫に隠されていたが、のちにカタコンブへ移された。
王政復古期にエランシ墓地（en)の道路拡張工事のために掘り出された骨はやはりカタコンブへ移された。エランシ墓地には革命でギロチンで処刑されたジョルジュ・ダントン、カミーユ・デムーラン、アントワーヌ・ラヴォワジェ、マクシミリアン・ロベスピエールが埋葬されていた。
同様に、ロラン夫人、デュ・バリー夫人他、マドレーヌ墓地（fr)に埋葬された人々の遺骨は後に墓地の閉鎖に伴って、カタコンブに移送されている。
カタコンブの壁は18世紀からの落書きに覆われている。ヴィクトル・ユーゴーは『レ・ミゼラブル』の中でパリ地下のトンネル・システムに関する知識を用いている。
1871年のパリ・コミューンでは、カタコンブの一室でコミューン側が君主制主義者グループを殺害している。
第二次世界大戦中、レジスタンスに加わっているパリ市民は地下のトンネル・システムを利用していた。ナチス・ドイツ占領下のパリでは、ドイツ兵士たちは、パリ6区のリセ・モンテーニュの地下にあるカタコンブに地下ブンカーを築いていた。